# Тети Гранди (Торино)
Тети Гранди је насеље у Италији у округу Торино, региону Пијемонт.
Према процени из 2011. у насељу је живело 127 становника. Насеље се налази на надморској висини од 243 м.